# 物産不動産
三井物産都市開発株式会社（みついぶっさんとしかいはつ）は、三井物産の子会社。

## 沿革
- 1920年（大正9年）4月 ‐ 合同肥料株式会社として設立。
- 1937年（昭和12年）7月 - 現在の東京都港区西新橋一丁目に日産館を建設。
- 1938年（昭和13年）2月 - 日本産業株式会社の満州移転とともに、株式会社日産と社名変更。
- 1950年（昭和25年）1月 - 財閥解体に伴い、合同ビルディング株式会社に商号変更。日産館を厚生省より買い戻し、不動産賃貸業に業種変更。
- 1952年（昭和27年）2月 - 日産ビルディング株式会社に商号変更。
- 1956年（昭和31年）4月 - 三井物産株式会社が資本参加し、当社株式の90%を取得。日産館を物産館と名称変更し、本社ビルとする。
- 1963年（昭和38年）
  - 8月 - 三井物産が全株式を取得し、同社の100%子会社となる。
  - 12月 - 物産ビルディング株式会社に商号変更。
- 1969年（昭和44年）10月 - 物産不動産株式会社に商号変更。
- 1974年（昭和49年）10月 - 物産館が三井物産爆破事件で爆破される。
- 1976年（昭和51年）
  - 11月 - 本社を現在の物産ビルに移転。
  - 12月 - 三井物産本社の大手町への移転に伴い、物産館を警視庁に仮庁舎として賃貸。
- 1983年（昭和58年）6月 - 物産館を日比谷セントラルビルに建替え。
- 1987年（昭和62年）6月 - 三井物産に吸収合併。賃貸管理事業部門が新生「物産不動産」として再スタート。
- 1989年（平成元年）9月 - 建物管理専門会社として、子会社・株式会社エイチ・ビー・エスを設立。
- 2007年（平成19年）
  - 4月 - サービスオフィス運営子会社・オフィシア株式会社を、リゾートトラストと設立。
  - 9月 - エイチ・ビー・エスを物産不動産ビルサービス株式会社に商号変更。
- 2009年（平成21年）10月 - フランス大使館の管理事業を受託。
- 2010年（平成22年）
  - 8月 - 東京国際エアカーゴターミナルの管理を受託。
  - 11月 - セブンタウン小豆沢の商業施設管理事業を受託。
- 2011年（平成23年）
  - 3月 - 実中研再生医療・新薬開発センターの管理事業を受託。
  - 10月 - 物産不動産ビルサービスを物産プロパティマネジメント株式会社へ商号変更。
- 2012年（平成24年）
  - 3月 - 日比谷セントラルビル、物産ビル別館、汐留ビルディングの準共有持分10%を取得。
  - 8月 - グローバル人材開発センターの管理事業を受託。
- 2015年（平成27年）10月 - 三井物産都市開発株式会社として新たに営業を開始。